# Xã Armagh, Quận Mifflin, Pennsylvania
Xã Armagh (tiếng Anh: Armagh Township) là một xã thuộc quận Mifflin, tiểu bang Pennsylvania, Hoa Kỳ. Năm 2010, dân số của xã này là 3.863 người.